# Dimitar Stojanow Tontschew

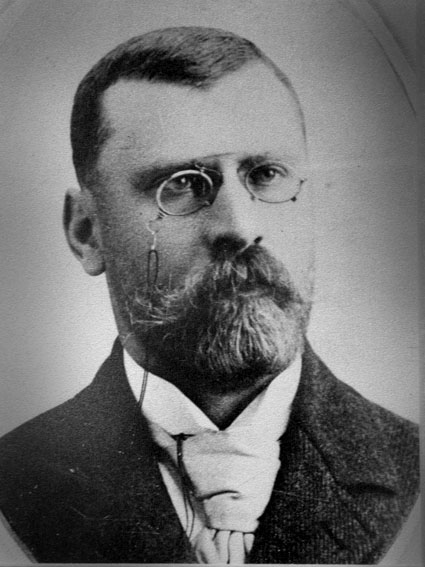
Dimităr Tontschew, Datierung unbekannt

Dimitǎr Stojanow Tontschew (bulgarisch Димитър Стоянов Тончев; * 26. Oktoberjul. / 7. November 1859greg. in Kalofer, damals im Osmanischen Reich; † 20. Februar 1937 in Sofia) war ein bulgarischer Jurist und Politiker. Zwischen 1886 und 1918 war er in sechs verschiedenen Regierungen Minister, unter anderem im Justiz-, im Finanz- und im Außenressort, und zeitweise Präsident bzw. stellvertretender Präsident der Nationalversammlung seines Landes.

## Leben
Tontschew besuchte die Schule seiner Heimatstadt, bevor er 1875 als Stipendiat des Bulgarischen Nationalvereins Kalofer zur weiteren Ausbildung nach Odessa im damaligen Zarenreich geschickt wurde. Dort besuchte er erst das Gymnasium und studierte anschließend Rechtswissenschaften an der Universität der Stadt, die damals die für Bulgaren nächst erreichbare höhere Bildungsanstalt mit slawischer Unterrichtssprache war. 1882 schloss er das Studium ab und kehrte in die inzwischen zum Fürstentum Bulgarien gewordene Heimat zurück. 1883 bis 1885 war er Staatsanwalt und später Richter am Bezirksgericht Philippopel (heute: Plowdiw), der Hauptstadt der damaligen, 1885 mit dem Fürstentum vereinigten autonomen Provinz Ostrumelien und engagierte sich politisch in der liberalen Partei der Provinz. Nach der Vereinigung zog er nach Sofia.
Nach fast 40 Jahren in der Politik bzw. zuletzt im Gefängnis zog sich Tontschew Mitte der 1920er Jahre ins Privatleben zurück und widmete seine Zeit dem Schreiben juristischer Fachliteratur.

## Politische Karriere
Noch während seiner Richterzeit in Ostrumelien wurde Tontschew 1884 das erste Mal in das Parlament des Fürstentumes gewählt, dem er in neun der folgenden 13 Legislaturperioden bis 1919 angehörte. Vom 16. Augustjul. / 28. August 1886greg. bis zum 27. Augustjul. / 8. September 1886greg. war er wenige Tage Justizminister in der Regierung Radoslawow (1.), musste dieses Amt aber infolge eines Ressorttausches zwischen Konservativen und Liberalen wieder abgeben. Von Oktober 1886 bis Juni 1887 war er stellvertretender Präsident der Nationalversammlung, anschließend bis Dezember 1888 Präsident. In dieser Funktion hatte er führenden Anteil an der Berufung Ferdinands auf den bulgarischen Thron nach der erzwungenen Abdikation des Fürsten Alexander. Aus der Präsidentenposition heraus wurde Tontschew zum Justizminister in der Regierung Stambolow ernannt, was er bis September 1891 blieb, als er mit seinen engeren Anhängern aus dem Stambolow-Flügel der Liberalen Partei ausschied und zum Radoslawow-Flügel übertrat, der sich in der Opposition befand.
Zwischen Mai und Oktober 1894 folgte die nächste Amtszeit als Minister, diesmal im Koalitionskabinett Stoilow (2.) für das Ressort Handel und Landwirtschaft. 1895 (bis 1901) wurde Tontschew stellvertretender Vorsitzender des Zentralbüros der Radoslawisten und damit einer der engeren Führer der Partei. Als die Radoslawisten im Januar 1899 mit den Volksliberalen unter Ministerpräsident Grekow eine Koalition bildeten, wurde Tontschew Minister für öffentliche Gebäude, Straßen und Verkehr und blieb dies auch in der allein von den Radoslawisten gestellten Regierung Iwantschow (1.) ab Oktober 1899. In der vom November 1900 bis Januar 1901 folgenden Regierung Iwantschow (2.) war er Außenminister. Nach dem Sturz dieser Regierung wurden mehrere Minister wegen Unregelmäßigkeiten bei der Beschaffung von Eisenbahnmaterial des Amtsmissbrauches angeklagt und im März 1903 verurteilt, darunter Tontschew zu acht Monaten Gefängnis. Bereits im Mai 1903, nach dem Sturz der Regierung Danew, wurden die Verurteilten jedoch durch einen Beschluss der Nationalversammlung amnestiert.
Schon gegen Ende der Ministerzeit unter Iwantschow hatten sich die politischen Streitigkeiten innerhalb des Radoslawow-Flügels vermehrt, deshalb gründete Tontschew 1904 eine neue Partei, die er Jungliberale Partei nannte und deren Führer er bis 1920 blieb. Durch seine außenpolitischen Ansichten (s. u.) galt diese Gruppierung jedoch als nicht koalitionsfähig und so dauerte es bis nach der Niederlage im zweiten Balkankrieg im Juli 1913, dass Tontschew wieder Minister wurde, diesmal Finanzminister in der Koalitionsregierung Radoslawow (2.) verschiedener liberaler Gruppen. In dieser Funktion blieb er auch im folgenden Kabinett Radoslawow (3.), das bis zum Juni 1918 amtierte.
Am 4. November 1919 wurde Tontschew verhaftet und 1923 unter der Anklage, zu den Hauptschuldigen am Eintritt Bulgariens in den Ersten Weltkrieg auf der Seite der späteren Verlierer zu gehören, zu lebenslanger Haft und Verlust der bürgerlichen Ehrenrechte verurteilt, jedoch 1924 amnestiert. Anschließende Versuche zur Rückkehr ins politische Leben scheiterten am Widerstand der jüngeren Parteiführer, die nicht mit den diskreditierten Politikern der Weltkriegszeit identifiziert werden wollten, weshalb sich Tontschew ins Privatleben zurückzog.

## Tontschews Haltung zur bulgarischen/mazedonischen nationalen Frage
Nach Jahrzehnten des Totschweigens oder Verdammens, begründet vor allem mit der Verurteilung 1923, bemüht sich die bulgarische Historiographie in den letzten Jahren um eine differenziertere Sichtweise, die insbesondere die Vorstellungen Tontschews zur Lösung der bulgarischen nationalen Frage würdigt: Schaffung einer inneren Autonomie für Mazedonien in Zusammenarbeit mit dem Osmanischen Reich statt ständiger Aufstände, Attentate, Kriegsdrohungen usw. Die dieser Vorstellung zugrundeliegende Überlegung, dass jeder erfolgreiche Krieg der Balkanstaaten gegen das Osmanische Reich zum sofortigen Zerwürfnis der Sieger untereinander wegen der miteinander unvereinbaren Gebietsansprüche führen und Bulgarien aufgrund seiner geographischen Lage dann mit einem kaum zu gewinnenden Zweifrontenkrieg rechnen müsse, wurde durch die Balkankriege bestätigt.